# Saint-Flour-l'Étang
Pour les articles homonymes, voir Saint-Flour.
Saint-Flour-l'Étang, nommée officiellement Saint-Flour jusqu'en février 2020, est une commune française, située dans le département du Puy-de-Dôme en région Auvergne-Rhône-Alpes.

## Géographie

### Communes limitrophes
|                       | Courpière           |         |
| Trézioux              | Saint-Flour-l'Étang | Sauviat |
| Saint-Dier-d'Auvergne |                     | Domaize |

### Hydrographie
Elle est bordée par la Dore au nord-est et , au sud-est, par son affluent en rive gauche, le Miodet,  sur le cours duquel a été édifié un barrage de retenue, peu avant sa jonction avec la Dore.

### Lieux-dits et écarts
Les Bessières, le Bourg, Charmène, les Charrots, la Chassagne, le Chassaing, la Combe, le Coudert, la Croix Blanche, la Croix du Sangle, Cublas (à cheval sur la commune de Trézioux et Saint Dier d'Auvergne), l'Étang, le Faux, Fontbertasse, le Fraisse, la Goutte du Fraisse, Jacques, Matoux, le Moulin Neuf (à cheval sur la commune de Domaize), le Nugier, Pintrand, la Pourcherie, le Prat, Redigoux, la Roche, le Soleil, la Vigne, le Clos.

## Urbanisme

### Typologie
Au 1er janvier 2024, Saint-Flour-l'Étang est catégorisée commune rurale à habitat très dispersé, selon la nouvelle grille communale de densité à sept niveaux définie par l'Insee en 2022.
Elle est située hors unité urbaine et hors attraction des villes,.

### Occupation des sols

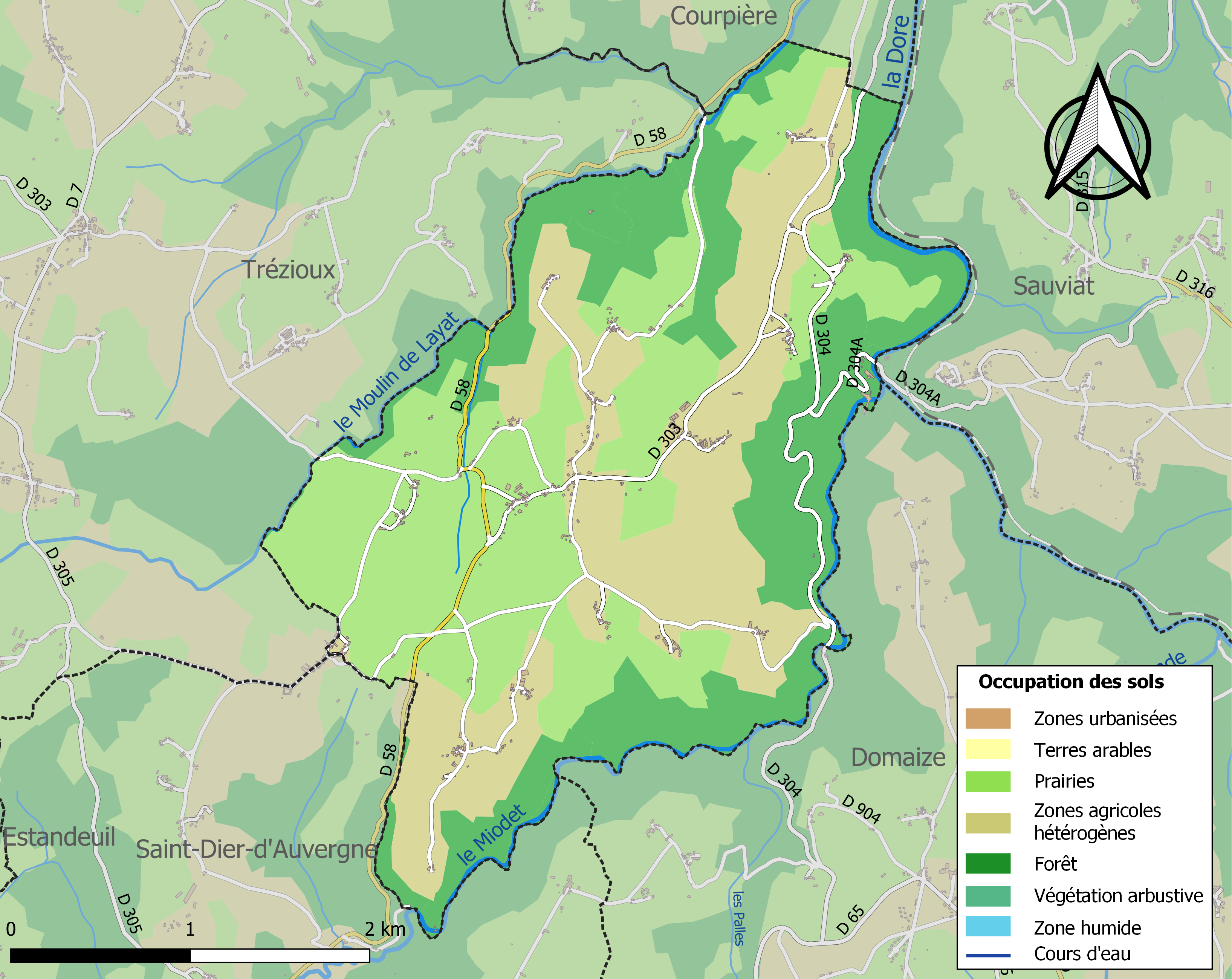
Carte des infrastructures et de l'occupation des sols de la commune en 2018 (CLC).

L'occupation des sols de la commune, telle qu'elle ressort de la base de données européenne d’occupation biophysique des sols Corine Land Cover (CLC), est marquée par l'importance des territoires agricoles (69,3 % en 2018), une proportion identique à celle de 1990 (69,3 %). La répartition détaillée en 2018 est la suivante : 
prairies (37,9 %), zones agricoles hétérogènes (31,4 %), forêts (30,7 %).
L'IGN met par ailleurs à disposition un outil en ligne permettant de comparer l’évolution dans le temps de l’occupation des sols de la commune (ou de territoires à des échelles différentes). Plusieurs époques sont accessibles sous forme de cartes ou photos aériennes : la carte de Cassini (XVIIIe siècle), la carte d'état-major (1820-1866) et la période actuelle (1950 à aujourd'hui).

## Toponymie
Afin d'éviter la confusion avec la commune de Saint-Flour dans le Cantal, la commune de Saint-Flour change de nom officiellement et devient Saint-Flour-l'Étang à la suite d'un décret du 26 février 2020.
Par ailleurs, pendant la Révolution française, la commune avait été temporairement rebaptisée L'Isle-sur-Dore ou Île-de-Dore

## Politique et administration

### Liste des maires
| Période                                  | Période                    | Identité      | Étiquette | Qualité                          |
| ---------------------------------------- | -------------------------- | ------------- | --------- | -------------------------------- |
| Les données manquantes sont à compléter. |                            |               |           |                                  |
| mars 2001                                | 2012                       | Yves Lombardy |           | agriculteur (retraité)           |
| mai 2012                                 | mars 2014                  | Joelle Mye    |           |                                  |
| mars 2014                                | En cours (au 15 juin 2020) | Didier Romeuf |           | Mécanicien aéronautique retraité |

### Rattachements administratifs et électoraux
Les limites territoriales des cinq arrondissements du Puy-de-Dôme ont été modifiées afin que chaque nouvel établissement public de coopération intercommunale à fiscalité propre soit rattaché à un seul arrondissement au 1er janvier 2017. La communauté de communes Thiers Dore et Montagne à laquelle appartient la commune est rattachée à l'arrondissement de Thiers ; ainsi, Saint-Flour est passée le 1er janvier 2017 de l'arrondissement de Clermont-Ferrand à celui de Thiers.

## Population et société

### Démographie
L'évolution du nombre d'habitants est connue à travers les recensements de la population effectués dans la commune depuis 1793. Pour les communes de moins de 10 000 habitants, une enquête de recensement portant sur toute la population est réalisée tous les cinq ans, les populations de référence des années intermédiaires étant quant à elles estimées par interpolation ou extrapolation. Pour la commune, le premier recensement exhaustif entrant dans le cadre du nouveau dispositif a été réalisé en 2005.

En 2022, la commune comptait 272 habitants, en évolution de −3,55 % par rapport à 2016 (Puy-de-Dôme : +2,1 %, France hors Mayotte : +2,11 %).
| 1793 | 1800 | 1806 | 1821 | 1831 | 1836  | 1841  | 1846  | 1851  |
| ---- | ---- | ---- | ---- | ---- | ----- | ----- | ----- | ----- |
| 904  | 906  | 787  | 953  | 976  | 1 005 | 1 054 | 1 083 | 1 014 |

| 1856  | 1861 | 1866 | 1872 | 1876 | 1881 | 1886 | 1891 | 1896 |
| ----- | ---- | ---- | ---- | ---- | ---- | ---- | ---- | ---- |
| 1 009 | 872  | 879  | 888  | 876  | 882  | 828  | 772  | 710  |

| 1901 | 1906 | 1911 | 1921 | 1926 | 1931 | 1936 | 1946 | 1954 |
| ---- | ---- | ---- | ---- | ---- | ---- | ---- | ---- | ---- |
| 674  | 703  | 588  | 474  | 506  | 484  | 454  | 349  | 281  |

| 1962 | 1968 | 1975 | 1982 | 1990 | 1999 | 2005 | 2006 | 2010 |
| ---- | ---- | ---- | ---- | ---- | ---- | ---- | ---- | ---- |
| 252  | 238  | 216  | 180  | 192  | 216  | 219  | 217  | 259  |

| 2015 | 2020 | 2022 | - | - | - | - | - | - |
| ---- | ---- | ---- | - | - | - | - | - | - |
| 281  | 277  | 272  | - | - | - | - | - | - |

## Culture locale et patrimoine

### Héraldique
| Blason de Saint-Flour | Blason  | D'azur à trois gerbes d'or.                      |
| Blason de Saint-Flour | Détails | Le statut officiel du blason reste à déterminer. |